# Stageira
Stageira (Oudgrieks: Στάγειρα; oorspronkelijk Stageiros) was een stad in het oude Griekenland, gelegen op het schiereiland Chalcidice en is vooral bekend als geboorteplaats van Aristoteles. De stad was gelegen op enkele kilometers afstand van het hedendaagse Stagira (gemeente Aristotelis), dicht bij de plaats Olympias.
Stageira werd gesticht in 655 v.Chr. door Ionische kolonisten uit Andros. De vesting werd bezet door Xerxes I in 480 v.Chr.
Later maakte de stad deel uit van de Delische Bond, onder leiding van Athene, maar stapte uit de alliantie in 424 v.Chr. Als antwoord op deze beslissing besloot de Atheense demagoog Cleon de stad te belegeren in 422 v.Chr. Cleon was echter een zwakke strateeg en zijn beleg was erg inefficiënt. De Griekse komedieschrijver Aristophanes vond in deze gebeurtenis later de inspiratie voor het satirische blijspel De ridders. Cleon stierf nog in hetzelfde jaar, tijdens de slag bij Amphipolis.
Philippus II van Macedonië slaagde er later wel in om de stad te belegeren en uiteindelijk te vernietigen. Als beloning voor het onderricht van zijn zoon Alexander de Grote liet Philippus later voor Aristoteles de stad heropbouwen en bevrijdde hij de bevolking uit de slavernij, opdat ze konden terugkeren naar hun thuisstad. In deze periode werden er ook veel nieuwe gebouwen opgetrokken in de stad, onder andere twee heiligdommen voor de godin Demeter, een aquaduct en vele huizen.

## Antieke bronnen
- Thucydides, Geschiedenis van de Peloponnesische oorlog IV 882.2; V 6.1 en 18.5.
- Herodotos, VII 115.

## Verder lezen
- K. Sismanides, Ancient Stageira. Birthplace of Aristotle, Athene, 2003. ISBN 9602140909